# Miguelópolis (ort)
Miguelópolis är en ort i Brasilien.   Den ligger i kommunen Miguelópolis och delstaten São Paulo, i den sydöstra delen av landet, 500 km söder om huvudstaden Brasília. Miguelópolis ligger 515 meter över havet och antalet invånare är 18 262.
Terrängen runt Miguelópolis är platt.
Trakten runt Miguelópolis består till största delen av jordbruksmark. Runt Miguelópolis är det ganska glesbefolkat, med 26 invånare per kvadratkilometer.